# Nick Gates
Nicolas "Nick" Gates (Sydney, 10 de març de 1972) va ser un ciclista australià que fou professional entre 1996 i 2008.

## Palmarès
- 1996
  -  Campió d'Austràlia en ruta
  - 1r a la Commonwealth Bank Classic
- 1997
  - Vencedor d'una etapa al Tour de Tasmània
- 1998
  - Vencedor d'una etapa a la Commonwealth Bank Classic
- 1999
  - Vencedor d'una etapa a la Volta al Japó

### Resultats al Tour de França
- 2003. Abandona (16a etapa)
- 2004. Fora de control (1a etapa)

### Resultats al Giro d'Itàlia
- 2003. Fora de control
- 2004. 113è de la classificació general
- 2005. Abandona
- 2006. 131è de la classificació general
- 2007. 127è de la classificació general
- 2008. 139è de la classificació general

### Resultats a la Volta a Espanya
- 2005. 120è de la classificació general